# انجمن سبز چیا
انجمن سبز چیا، یک سازمان محیط زیستی مردم‌نهاد در ایران است که در سال ۱۳۷۸ در مریوان تأسیس شد. این انجمن در زمینه‌های حفاظت از محیط زیست، جنگل‌ها و مراتع، فرهنگ‌سازی جامعه و مشارکت مردمی فعالیت می‌کند. انجمن سبز چیا در خاموش کردن آتش‌سوزی جنگل‌های زاگرس در کردستان نقش مهمی داشت. با نزدیک شدن به سالگرد کشته‌شدن مهسا امینی، نیروهای حکومت ایران به محل جلسه این انجمن در مریوان حمله و شماری از اعضای آن را دستگیر کردند.شریف باجور